# 蜻蜓兰属
蜻蜓兰属（学名：Tulotis）是兰科下的一个属，为陆生兰。该属共有5种，分布于东亚至北美。
现并入舌唇兰属（Platanthera L. C. Rich.）。